# Sympodium abyssorum
Sympodium abyssorum is een zachte koraalsoort uit de familie Xeniidae. De koraalsoort komt uit het geslacht Sympodium. Sympodium abyssorum werd in 1887 voor het eerst wetenschappelijk beschreven door Danielssen. 